# Sœurs du Sauveur et de la Sainte Vierge
Les Sœurs du Sauveur et de la Sainte Vierge sont une congrégation religieuse féminine enseignante et hospitalière de droit pontifical.

## Histoire
En 1813, Anne-Rose-Josèphe du Bourg (1788-1862) entre chez les Sœurs hospitalières de saint-Alexis de Limoges (cet institut fusionne en 1936 avec les Sœurs de Notre-Dame de l'Immaculée Conception de Castres) bien qu'elle soit, au départ, attirée par la vie contemplative de l'ordre du Verbe incarné. Elle y reçoit le nom de Marie de Jésus.
En 1834, elle fonde la congrégation du Sauveur et de la Sainte Vierge à Terrasson, qui est approuvée le 25 février 1834 par Alexandre de Lostanges, évêque de Périgueux. Les sœurs se répandent rapidement dans les diocèses de Périgueux, Clermont et Limoges. La maison-mère est établie à La Souterraine en 1835.
Marie de Jésus du Bourg fonde également les Petites Sœurs de la campagne, composées de religieuses non cloîtrées qui ne sont jamais plus de deux ensemble, et qui s'installent dans de petits villages ruraux pour travailler comme institutrices, catéchistes et infirmières ; la branche est supprimée en 1891 à la demande du Saint-Siège,.
La congrégation connaît un développement rapide et remarquable mais entre 1902 et 1903, en raison des lois anti-congrégationistes, les religieuses doivent s'installer à l'étranger (Belgique, Espagne, Italie, Angleterre). En 1960, la maison mère est transférée à Villeneuve-d'Ascq.
L'institut reçoit le décret de louange le 13 janvier 1873 et l'approbation définitive de ses constitutions le 6 juin 1904.

## Activités et diffusion
Les sœurs se consacrent à l'enseignement, au soin des malades à domicile et à l'aide aux pauvres.
Elles sont présentes en France et en Belgique.
La maison-mère est à Villeneuve-d'Ascq.
En 2017, la congrégation comptait 36 sœurs dans 7 maisons.